# Xiphopterella sparsipilosa
Xiphopterella sparsipilosa är en stensöteväxtart som först beskrevs av Holtt., och fick sitt nu gällande namn av Barbara S. Parris. Xiphopterella sparsipilosa ingår i släktet Xiphopterella och familjen Polypodiaceae. Inga underarter finns listade.